# Линшьопинг (община)
Община Линшьопинг (на шведски: Linköpings kommun) е разположена в лен Йостерйотланд, югоизточна Швеция с обща площ 1576 km2 и население 150 202 души (към 31 декември 2013). Административен център на община Линшьопинг е едноименния град Линшьопинг.